# Rafael Ángel Calderón Fournier
Rafael Ángel Calderón Fournier (ur. 14 marca 1949 w Diriamba) – kostarykański polityk i prawnik, syn Rafaela Calderona Guardii (prezydenta w latach 1940-1944).
Urodził się w Diriamba, w Nikaragui (rok wcześniej jego ojciec udał się na wygnanie wskutek wojny domowej). W 1958 przybył do Kostaryki. Absolwent Colegio La Salle i Uniwersytetu Kostaryki, sprawował urząd ministra spraw zagranicznych w latach 1978-1980. Od 1980 do 1983 przewodniczył Republikańskiej Partii Calderonistów (od 1983 Partii Jedności Chrześcijańsko-Społecznej). W 1982 i 1986 kandydował na urząd prezydenta, który ostatecznie objął na okres 1990-1994 (w wyborach z 1990 zdobył 51% głosów). W październiku 2004 znalazł się w więzieniu, oskarżony został bowiem o ukrycie części czterdziestomilionowej pożyczki, którą jego kraj otrzymał od rządu Finlandii.